# فيديريكو فورلان
فيديريكو فورلان (بالإيطالية: Federico Furlan) (25 نوفمبر 1990 في إيطاليا - ) هو لاعب كرة قدم إيطالي في مركز الوسط. لعب مع إيه سي ميلان ونادي ترنانا ونادي فاريسي ونادي مونزا وBassano Virtus 55 ST ‏ وSan Marino Calcio ‏.

## روابط خارجية
- فيديريكو فورلان على موقع قاعدة بيانات كرة القدم.إي يو (الإنجليزية)
- فيديريكو فورلان على موقع Soccerway.com (الإنجليزية)